# Trisari
Trisari is een bestuurslaag in het regentschap Grobogan van de provincie Midden-Java, Indonesië. Trisari telt 2530 inwoners (volkstelling 2010).